# Tetrapodophis
Tetrapodophis (del grec que significa «serp de quatre potes») és un gènere extingit d'escatosos del Cretaci inferior. Abans es pensava que Tetrapodophis era un dels membres més antics d'ophidia (serps i els seus parents extints). Tanmateix, aquesta classificació ha estat discutida per Caldwell et al. (2016), Paparella et al. (2018) i Caldwell et al. (2021), que identifiquen Tetrapodophis com un dolichosauridae (més relacionat amb l'ophidia que amb els mosasaures, però es troba al clade major, Ophidiomorpha). Aquesta espècie va existir al període Cretaci, fa uns 120 milions d'anys, situat a l'actual Brasil. Aquest animal de quatre potes fèia uns 30 cm de llarg i pesava entre 425 i 480 grams.

## Descripció
El Tetrapodophis posseeix extremitats anteriors i posteriors petites però ben desenvolupades com una sargantana i un cos llarg semblant a una serp. No obstant això, comparteix moltes característiques amb les serps modernes, com ara un cos allargat, cua curta, escates de ventre amples, un crani amb un musell curt i un neurocrani llarg, mandíbules corbes i dents esmolades. L'esquelet de la seva espècie tipus BMMS BK 2-2 conté ossos d'un altre animal a l'intestí, cosa que indica que el Tetrapodophis era carnívor com la majoria de serps. Altres característiques com les espines neuronals curtes suggereixen que el Tetrapodophis es va adaptar a excavar, donant suport a la hipòtesi que les serps van evolucionar en ambients terrestres (una altra hipòtesi planteja que van evolucionar en ambients aquàtics).

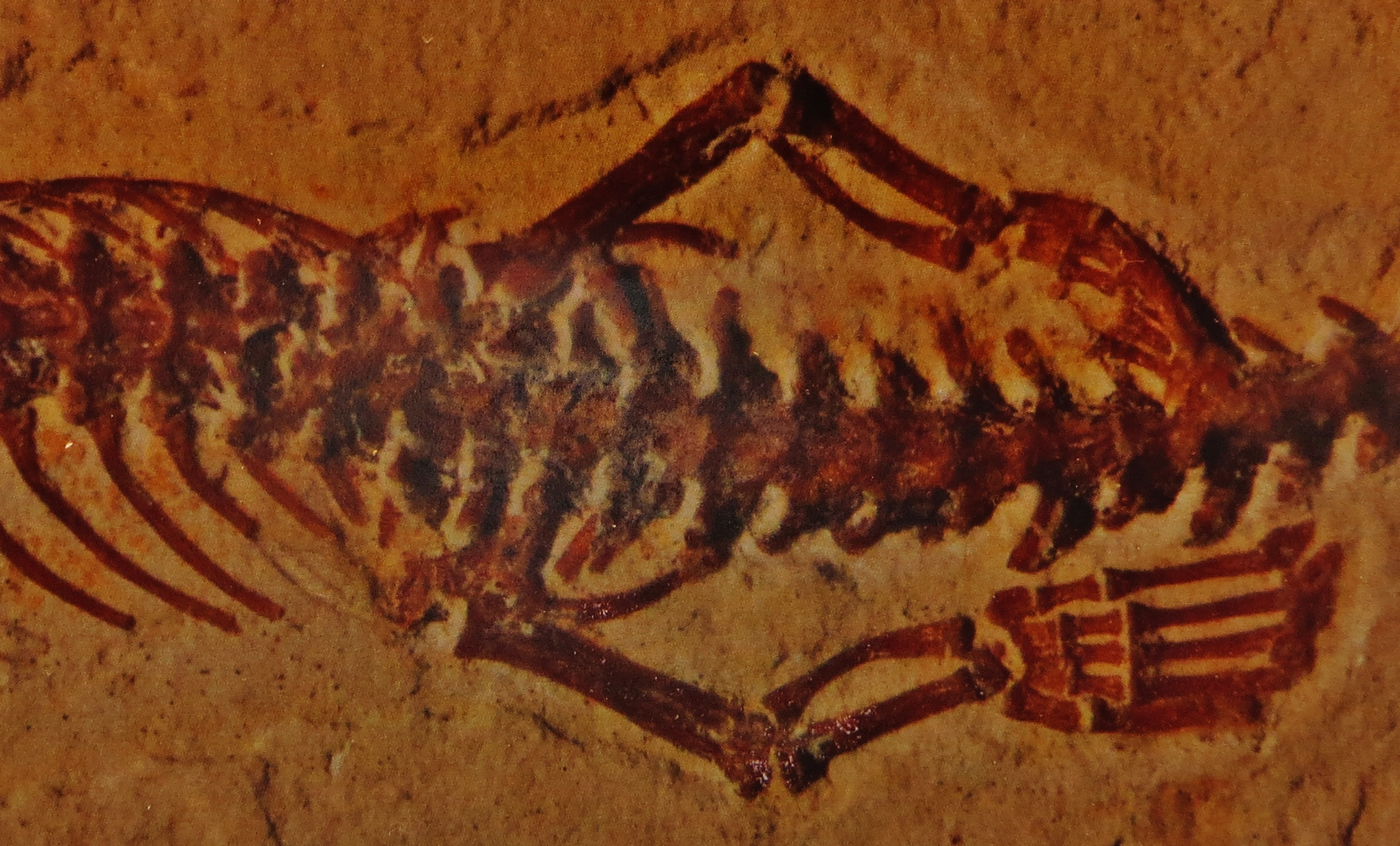
Detall de les potes posteriors

L'elevat nombre de vèrtebres (més de 150) en el Tetrapodophis i les serps no es veu en altres rèptils excavadors amb cossos allargats i extremitats reduïdes o absents, el que significa que probablement no és una adaptació per a una forma de moviment serpentejant. Es creu que els Dolichosauridae són filogenèticament propers a les serps com a membres d'Ophidiomorpha, la qual cosa explica algunes de les similituds morfològiques.

## Descobriment i controvèrsia
L'espècie tipus, Tetrapodophis amplectus, va ser batejada el 2015 sobre la base d'un esquelet complet (BMMS BK 2-2) conservat en una llosa de pedra calcària al Museu Bürgermeister Müller de Solnhofen (Alemanya), que va ser etiquetat com a «fòssil desconegut» fins que la seva importància va ser reconeguda pel paleontòleg David Martill, i exportada il·legalment des del Brasil, ja que les lleis del país no permeten treure fòssils del seu territori, ni que es facin estudis sobre ells sense la participació d'almenys un científic brasiler. Més tard es va determinar que l'exemplar provenia de la Formació Crato del Cretaci inferior a Ceará (Brasil). Quan se li va preguntar per què no tenia un científic brasiler a l'equip de descripció, tal com exigeix la llei brasilera, Martill va respondre:
| « | Però quina seria la diferència? Vull dir, vols que també tingui una persona negra a l'equip per motius ètnics, un coixí i una dona, i potser també un homosexual només per a que hagi una mica d'equilibri? … Si convides gent perquè és brasilera, la gent pensarà que cada autor brasiler d'un article científic hi és perquè és brasiler i no perquè sigui un científic intel·ligent. | » |

Martill va declarar el 2020 que els seus comentaris estaven mal redactats.

## Classificació
Una anàlisi filogenètica publicada juntament amb la descripció original de 2015 del Tetrapodophis el situa com un parent proper d'altres llangardaixos, però fora del grup terminal Serpentes, el que significa que el Tetrapodophis es va ramificar abans de l'ancestre comú més recent de totes les serps vives. A continuació es mostra un cladograma d'aquesta anàlisi:
|  | †Tetrapodophis amplectus |
|  |                          |
|  | †Coniophis precedens     |
|  |                          |

|  | †Haasiophis terrasanctus                                                                |
|  |                                                                                         |
|  | \| \| †Euopodophis descouensi \| \| \| \| \| \| †Pachyrhachis problematicus \| \| \| \| |
|  |                                                                                         |
|  | †Euopodophis descouensi                                                                 |
|  |                                                                                         |
|  | †Pachyrhachis problematicus                                                             |
|  |                                                                                         |

|  | †Euopodophis descouensi     |
|  |                             |
|  | †Pachyrhachis problematicus |
|  |                             |

|  | †Haasiophis terrasanctus                                                                |
|  |                                                                                         |
|  | \| \| †Euopodophis descouensi \| \| \| \| \| \| †Pachyrhachis problematicus \| \| \| \| |
|  |                                                                                         |
|  | †Euopodophis descouensi                                                                 |
|  |                                                                                         |
|  | †Pachyrhachis problematicus                                                             |
|  |                                                                                         |

|  | †Euopodophis descouensi     |
|  |                             |
|  | †Pachyrhachis problematicus |
|  |                             |

|  | †Haasiophis terrasanctus                                                                |
|  |                                                                                         |
|  | \| \| †Euopodophis descouensi \| \| \| \| \| \| †Pachyrhachis problematicus \| \| \| \| |
|  |                                                                                         |
|  | †Euopodophis descouensi                                                                 |
|  |                                                                                         |
|  | †Pachyrhachis problematicus                                                             |
|  |                                                                                         |

|  | †Euopodophis descouensi     |
|  |                             |
|  | †Pachyrhachis problematicus |
|  |                             |

|  | †Haasiophis terrasanctus                                                                |
|  |                                                                                         |
|  | \| \| †Euopodophis descouensi \| \| \| \| \| \| †Pachyrhachis problematicus \| \| \| \| |
|  |                                                                                         |
|  | †Euopodophis descouensi                                                                 |
|  |                                                                                         |
|  | †Pachyrhachis problematicus                                                             |
|  |                                                                                         |

|  | †Euopodophis descouensi     |
|  |                             |
|  | †Pachyrhachis problematicus |
|  |                             |

|  | †Haasiophis terrasanctus                                                                |
|  |                                                                                         |
|  | \| \| †Euopodophis descouensi \| \| \| \| \| \| †Pachyrhachis problematicus \| \| \| \| |
|  |                                                                                         |
|  | †Euopodophis descouensi                                                                 |
|  |                                                                                         |
|  | †Pachyrhachis problematicus                                                             |
|  |                                                                                         |

|  | †Euopodophis descouensi     |
|  |                             |
|  | †Pachyrhachis problematicus |
|  |                             |

|  | †Haasiophis terrasanctus                                                                |
|  |                                                                                         |
|  | \| \| †Euopodophis descouensi \| \| \| \| \| \| †Pachyrhachis problematicus \| \| \| \| |
|  |                                                                                         |
|  | †Euopodophis descouensi                                                                 |
|  |                                                                                         |
|  | †Pachyrhachis problematicus                                                             |
|  |                                                                                         |

|  | †Euopodophis descouensi     |
|  |                             |
|  | †Pachyrhachis problematicus |
|  |                             |

|  | †Haasiophis terrasanctus                                                                |
|  |                                                                                         |
|  | \| \| †Euopodophis descouensi \| \| \| \| \| \| †Pachyrhachis problematicus \| \| \| \| |
|  |                                                                                         |
|  | †Euopodophis descouensi                                                                 |
|  |                                                                                         |
|  | †Pachyrhachis problematicus                                                             |
|  |                                                                                         |

|  | †Euopodophis descouensi     |
|  |                             |
|  | †Pachyrhachis problematicus |
|  |                             |

|  | †Haasiophis terrasanctus                                                                |
|  |                                                                                         |
|  | \| \| †Euopodophis descouensi \| \| \| \| \| \| †Pachyrhachis problematicus \| \| \| \| |
|  |                                                                                         |
|  | †Euopodophis descouensi                                                                 |
|  |                                                                                         |
|  | †Pachyrhachis problematicus                                                             |
|  |                                                                                         |

|  | †Euopodophis descouensi     |
|  |                             |
|  | †Pachyrhachis problematicus |
|  |                             |

|  | †Haasiophis terrasanctus                                                                |
|  |                                                                                         |
|  | \| \| †Euopodophis descouensi \| \| \| \| \| \| †Pachyrhachis problematicus \| \| \| \| |
|  |                                                                                         |
|  | †Euopodophis descouensi                                                                 |
|  |                                                                                         |
|  | †Pachyrhachis problematicus                                                             |
|  |                                                                                         |

|  | †Euopodophis descouensi     |
|  |                             |
|  | †Pachyrhachis problematicus |
|  |                             |

|  | †Haasiophis terrasanctus                                                                |
|  |                                                                                         |
|  | \| \| †Euopodophis descouensi \| \| \| \| \| \| †Pachyrhachis problematicus \| \| \| \| |
|  |                                                                                         |
|  | †Euopodophis descouensi                                                                 |
|  |                                                                                         |
|  | †Pachyrhachis problematicus                                                             |
|  |                                                                                         |

|  | †Euopodophis descouensi     |
|  |                             |
|  | †Pachyrhachis problematicus |
|  |                             |

|  | †Haasiophis terrasanctus                                                                |
|  |                                                                                         |
|  | \| \| †Euopodophis descouensi \| \| \| \| \| \| †Pachyrhachis problematicus \| \| \| \| |
|  |                                                                                         |
|  | †Euopodophis descouensi                                                                 |
|  |                                                                                         |
|  | †Pachyrhachis problematicus                                                             |
|  |                                                                                         |

|  | †Euopodophis descouensi     |
|  |                             |
|  | †Pachyrhachis problematicus |
|  |                             |

|  | †Haasiophis terrasanctus                                                                |
|  |                                                                                         |
|  | \| \| †Euopodophis descouensi \| \| \| \| \| \| †Pachyrhachis problematicus \| \| \| \| |
|  |                                                                                         |
|  | †Euopodophis descouensi                                                                 |
|  |                                                                                         |
|  | †Pachyrhachis problematicus                                                             |
|  |                                                                                         |

|  | †Euopodophis descouensi     |
|  |                             |
|  | †Pachyrhachis problematicus |
|  |                             |

|  | †Haasiophis terrasanctus                                                                |
|  |                                                                                         |
|  | \| \| †Euopodophis descouensi \| \| \| \| \| \| †Pachyrhachis problematicus \| \| \| \| |
|  |                                                                                         |
|  | †Euopodophis descouensi                                                                 |
|  |                                                                                         |
|  | †Pachyrhachis problematicus                                                             |
|  |                                                                                         |

|  | †Euopodophis descouensi     |
|  |                             |
|  | †Pachyrhachis problematicus |
|  |                             |

|  | †Haasiophis terrasanctus                                                                |
|  |                                                                                         |
|  | \| \| †Euopodophis descouensi \| \| \| \| \| \| †Pachyrhachis problematicus \| \| \| \| |
|  |                                                                                         |
|  | †Euopodophis descouensi                                                                 |
|  |                                                                                         |
|  | †Pachyrhachis problematicus                                                             |
|  |                                                                                         |

|  | †Euopodophis descouensi     |
|  |                             |
|  | †Pachyrhachis problematicus |
|  |                             |

|  | †Haasiophis terrasanctus                                                                |
|  |                                                                                         |
|  | \| \| †Euopodophis descouensi \| \| \| \| \| \| †Pachyrhachis problematicus \| \| \| \| |
|  |                                                                                         |
|  | †Euopodophis descouensi                                                                 |
|  |                                                                                         |
|  | †Pachyrhachis problematicus                                                             |
|  |                                                                                         |

|  | †Euopodophis descouensi     |
|  |                             |
|  | †Pachyrhachis problematicus |
|  |                             |

|  | †Haasiophis terrasanctus                                                                |
|  |                                                                                         |
|  | \| \| †Euopodophis descouensi \| \| \| \| \| \| †Pachyrhachis problematicus \| \| \| \| |
|  |                                                                                         |
|  | †Euopodophis descouensi                                                                 |
|  |                                                                                         |
|  | †Pachyrhachis problematicus                                                             |
|  |                                                                                         |

|  | †Euopodophis descouensi     |
|  |                             |
|  | †Pachyrhachis problematicus |
|  |                             |

|  | †Haasiophis terrasanctus                                                                |
|  |                                                                                         |
|  | \| \| †Euopodophis descouensi \| \| \| \| \| \| †Pachyrhachis problematicus \| \| \| \| |
|  |                                                                                         |
|  | †Euopodophis descouensi                                                                 |
|  |                                                                                         |
|  | †Pachyrhachis problematicus                                                             |
|  |                                                                                         |

|  | †Euopodophis descouensi     |
|  |                             |
|  | †Pachyrhachis problematicus |
|  |                             |

|  | †Haasiophis terrasanctus                                                                |
|  |                                                                                         |
|  | \| \| †Euopodophis descouensi \| \| \| \| \| \| †Pachyrhachis problematicus \| \| \| \| |
|  |                                                                                         |
|  | †Euopodophis descouensi                                                                 |
|  |                                                                                         |
|  | †Pachyrhachis problematicus                                                             |
|  |                                                                                         |

|  | †Euopodophis descouensi     |
|  |                             |
|  | †Pachyrhachis problematicus |
|  |                             |

|  | †Haasiophis terrasanctus                                                                |
|  |                                                                                         |
|  | \| \| †Euopodophis descouensi \| \| \| \| \| \| †Pachyrhachis problematicus \| \| \| \| |
|  |                                                                                         |
|  | †Euopodophis descouensi                                                                 |
|  |                                                                                         |
|  | †Pachyrhachis problematicus                                                             |
|  |                                                                                         |

|  | †Euopodophis descouensi     |
|  |                             |
|  | †Pachyrhachis problematicus |
|  |                             |

|  | †Haasiophis terrasanctus                                                                |
|  |                                                                                         |
|  | \| \| †Euopodophis descouensi \| \| \| \| \| \| †Pachyrhachis problematicus \| \| \| \| |
|  |                                                                                         |
|  | †Euopodophis descouensi                                                                 |
|  |                                                                                         |
|  | †Pachyrhachis problematicus                                                             |
|  |                                                                                         |

|  | †Euopodophis descouensi     |
|  |                             |
|  | †Pachyrhachis problematicus |
|  |                             |

|  | †Haasiophis terrasanctus                                                                |
|  |                                                                                         |
|  | \| \| †Euopodophis descouensi \| \| \| \| \| \| †Pachyrhachis problematicus \| \| \| \| |
|  |                                                                                         |
|  | †Euopodophis descouensi                                                                 |
|  |                                                                                         |
|  | †Pachyrhachis problematicus                                                             |
|  |                                                                                         |

|  | †Euopodophis descouensi     |
|  |                             |
|  | †Pachyrhachis problematicus |
|  |                             |

|  | †Haasiophis terrasanctus                                                                |
|  |                                                                                         |
|  | \| \| †Euopodophis descouensi \| \| \| \| \| \| †Pachyrhachis problematicus \| \| \| \| |
|  |                                                                                         |
|  | †Euopodophis descouensi                                                                 |
|  |                                                                                         |
|  | †Pachyrhachis problematicus                                                             |
|  |                                                                                         |

|  | †Euopodophis descouensi     |
|  |                             |
|  | †Pachyrhachis problematicus |
|  |                             |

|  | †Haasiophis terrasanctus                                                                |
|  |                                                                                         |
|  | \| \| †Euopodophis descouensi \| \| \| \| \| \| †Pachyrhachis problematicus \| \| \| \| |
|  |                                                                                         |
|  | †Euopodophis descouensi                                                                 |
|  |                                                                                         |
|  | †Pachyrhachis problematicus                                                             |
|  |                                                                                         |

|  | †Euopodophis descouensi     |
|  |                             |
|  | †Pachyrhachis problematicus |
|  |                             |

|  | †Haasiophis terrasanctus                                                                |
|  |                                                                                         |
|  | \| \| †Euopodophis descouensi \| \| \| \| \| \| †Pachyrhachis problematicus \| \| \| \| |
|  |                                                                                         |
|  | †Euopodophis descouensi                                                                 |
|  |                                                                                         |
|  | †Pachyrhachis problematicus                                                             |
|  |                                                                                         |

|  | †Euopodophis descouensi     |
|  |                             |
|  | †Pachyrhachis problematicus |
|  |                             |

|  | †Haasiophis terrasanctus                                                                |
|  |                                                                                         |
|  | \| \| †Euopodophis descouensi \| \| \| \| \| \| †Pachyrhachis problematicus \| \| \| \| |
|  |                                                                                         |
|  | †Euopodophis descouensi                                                                 |
|  |                                                                                         |
|  | †Pachyrhachis problematicus                                                             |
|  |                                                                                         |

|  | †Euopodophis descouensi     |
|  |                             |
|  | †Pachyrhachis problematicus |
|  |                             |

|  | †Haasiophis terrasanctus                                                                |
|  |                                                                                         |
|  | \| \| †Euopodophis descouensi \| \| \| \| \| \| †Pachyrhachis problematicus \| \| \| \| |
|  |                                                                                         |
|  | †Euopodophis descouensi                                                                 |
|  |                                                                                         |
|  | †Pachyrhachis problematicus                                                             |
|  |                                                                                         |

|  | †Euopodophis descouensi     |
|  |                             |
|  | †Pachyrhachis problematicus |
|  |                             |

|  | †Haasiophis terrasanctus                                                                |
|  |                                                                                         |
|  | \| \| †Euopodophis descouensi \| \| \| \| \| \| †Pachyrhachis problematicus \| \| \| \| |
|  |                                                                                         |
|  | †Euopodophis descouensi                                                                 |
|  |                                                                                         |
|  | †Pachyrhachis problematicus                                                             |
|  |                                                                                         |

|  | †Euopodophis descouensi     |
|  |                             |
|  | †Pachyrhachis problematicus |
|  |                             |

|  | †Haasiophis terrasanctus                                                                |
|  |                                                                                         |
|  | \| \| †Euopodophis descouensi \| \| \| \| \| \| †Pachyrhachis problematicus \| \| \| \| |
|  |                                                                                         |
|  | †Euopodophis descouensi                                                                 |
|  |                                                                                         |
|  | †Pachyrhachis problematicus                                                             |
|  |                                                                                         |

|  | †Euopodophis descouensi     |
|  |                             |
|  | †Pachyrhachis problematicus |
|  |                             |

|  | †Haasiophis terrasanctus                                                                |
|  |                                                                                         |
|  | \| \| †Euopodophis descouensi \| \| \| \| \| \| †Pachyrhachis problematicus \| \| \| \| |
|  |                                                                                         |
|  | †Euopodophis descouensi                                                                 |
|  |                                                                                         |
|  | †Pachyrhachis problematicus                                                             |
|  |                                                                                         |

|  | †Euopodophis descouensi     |
|  |                             |
|  | †Pachyrhachis problematicus |
|  |                             |

|  | †Haasiophis terrasanctus                                                                |
|  |                                                                                         |
|  | \| \| †Euopodophis descouensi \| \| \| \| \| \| †Pachyrhachis problematicus \| \| \| \| |
|  |                                                                                         |
|  | †Euopodophis descouensi                                                                 |
|  |                                                                                         |
|  | †Pachyrhachis problematicus                                                             |
|  |                                                                                         |

|  | †Euopodophis descouensi     |
|  |                             |
|  | †Pachyrhachis problematicus |
|  |                             |

|  | †Haasiophis terrasanctus                                                                |
|  |                                                                                         |
|  | \| \| †Euopodophis descouensi \| \| \| \| \| \| †Pachyrhachis problematicus \| \| \| \| |
|  |                                                                                         |
|  | †Euopodophis descouensi                                                                 |
|  |                                                                                         |
|  | †Pachyrhachis problematicus                                                             |
|  |                                                                                         |

|  | †Euopodophis descouensi     |
|  |                             |
|  | †Pachyrhachis problematicus |
|  |                             |

|  | †Haasiophis terrasanctus                                                                |
|  |                                                                                         |
|  | \| \| †Euopodophis descouensi \| \| \| \| \| \| †Pachyrhachis problematicus \| \| \| \| |
|  |                                                                                         |
|  | †Euopodophis descouensi                                                                 |
|  |                                                                                         |
|  | †Pachyrhachis problematicus                                                             |
|  |                                                                                         |

|  | †Euopodophis descouensi     |
|  |                             |
|  | †Pachyrhachis problematicus |
|  |                             |

|  | †Tetrapodophis amplectus |
|  |                          |
|  | †Coniophis precedens     |
|  |                          |

|  | †Haasiophis terrasanctus                                                                |
|  |                                                                                         |
|  | \| \| †Euopodophis descouensi \| \| \| \| \| \| †Pachyrhachis problematicus \| \| \| \| |
|  |                                                                                         |
|  | †Euopodophis descouensi                                                                 |
|  |                                                                                         |
|  | †Pachyrhachis problematicus                                                             |
|  |                                                                                         |

|  | †Euopodophis descouensi     |
|  |                             |
|  | †Pachyrhachis problematicus |
|  |                             |

|  | †Haasiophis terrasanctus                                                                |
|  |                                                                                         |
|  | \| \| †Euopodophis descouensi \| \| \| \| \| \| †Pachyrhachis problematicus \| \| \| \| |
|  |                                                                                         |
|  | †Euopodophis descouensi                                                                 |
|  |                                                                                         |
|  | †Pachyrhachis problematicus                                                             |
|  |                                                                                         |

|  | †Euopodophis descouensi     |
|  |                             |
|  | †Pachyrhachis problematicus |
|  |                             |

|  | †Haasiophis terrasanctus                                                                |
|  |                                                                                         |
|  | \| \| †Euopodophis descouensi \| \| \| \| \| \| †Pachyrhachis problematicus \| \| \| \| |
|  |                                                                                         |
|  | †Euopodophis descouensi                                                                 |
|  |                                                                                         |
|  | †Pachyrhachis problematicus                                                             |
|  |                                                                                         |

|  | †Euopodophis descouensi     |
|  |                             |
|  | †Pachyrhachis problematicus |
|  |                             |

|  | †Haasiophis terrasanctus                                                                |
|  |                                                                                         |
|  | \| \| †Euopodophis descouensi \| \| \| \| \| \| †Pachyrhachis problematicus \| \| \| \| |
|  |                                                                                         |
|  | †Euopodophis descouensi                                                                 |
|  |                                                                                         |
|  | †Pachyrhachis problematicus                                                             |
|  |                                                                                         |

|  | †Euopodophis descouensi     |
|  |                             |
|  | †Pachyrhachis problematicus |
|  |                             |

|  | †Haasiophis terrasanctus                                                                |
|  |                                                                                         |
|  | \| \| †Euopodophis descouensi \| \| \| \| \| \| †Pachyrhachis problematicus \| \| \| \| |
|  |                                                                                         |
|  | †Euopodophis descouensi                                                                 |
|  |                                                                                         |
|  | †Pachyrhachis problematicus                                                             |
|  |                                                                                         |

|  | †Euopodophis descouensi     |
|  |                             |
|  | †Pachyrhachis problematicus |
|  |                             |

|  | †Haasiophis terrasanctus                                                                |
|  |                                                                                         |
|  | \| \| †Euopodophis descouensi \| \| \| \| \| \| †Pachyrhachis problematicus \| \| \| \| |
|  |                                                                                         |
|  | †Euopodophis descouensi                                                                 |
|  |                                                                                         |
|  | †Pachyrhachis problematicus                                                             |
|  |                                                                                         |

|  | †Euopodophis descouensi     |
|  |                             |
|  | †Pachyrhachis problematicus |
|  |                             |

|  | †Haasiophis terrasanctus                                                                |
|  |                                                                                         |
|  | \| \| †Euopodophis descouensi \| \| \| \| \| \| †Pachyrhachis problematicus \| \| \| \| |
|  |                                                                                         |
|  | †Euopodophis descouensi                                                                 |
|  |                                                                                         |
|  | †Pachyrhachis problematicus                                                             |
|  |                                                                                         |

|  | †Euopodophis descouensi     |
|  |                             |
|  | †Pachyrhachis problematicus |
|  |                             |

|  | †Haasiophis terrasanctus                                                                |
|  |                                                                                         |
|  | \| \| †Euopodophis descouensi \| \| \| \| \| \| †Pachyrhachis problematicus \| \| \| \| |
|  |                                                                                         |
|  | †Euopodophis descouensi                                                                 |
|  |                                                                                         |
|  | †Pachyrhachis problematicus                                                             |
|  |                                                                                         |

|  | †Euopodophis descouensi     |
|  |                             |
|  | †Pachyrhachis problematicus |
|  |                             |

|  | †Haasiophis terrasanctus                                                                |
|  |                                                                                         |
|  | \| \| †Euopodophis descouensi \| \| \| \| \| \| †Pachyrhachis problematicus \| \| \| \| |
|  |                                                                                         |
|  | †Euopodophis descouensi                                                                 |
|  |                                                                                         |
|  | †Pachyrhachis problematicus                                                             |
|  |                                                                                         |

|  | †Euopodophis descouensi     |
|  |                             |
|  | †Pachyrhachis problematicus |
|  |                             |

|  | †Haasiophis terrasanctus                                                                |
|  |                                                                                         |
|  | \| \| †Euopodophis descouensi \| \| \| \| \| \| †Pachyrhachis problematicus \| \| \| \| |
|  |                                                                                         |
|  | †Euopodophis descouensi                                                                 |
|  |                                                                                         |
|  | †Pachyrhachis problematicus                                                             |
|  |                                                                                         |

|  | †Euopodophis descouensi     |
|  |                             |
|  | †Pachyrhachis problematicus |
|  |                             |

|  | †Haasiophis terrasanctus                                                                |
|  |                                                                                         |
|  | \| \| †Euopodophis descouensi \| \| \| \| \| \| †Pachyrhachis problematicus \| \| \| \| |
|  |                                                                                         |
|  | †Euopodophis descouensi                                                                 |
|  |                                                                                         |
|  | †Pachyrhachis problematicus                                                             |
|  |                                                                                         |

|  | †Euopodophis descouensi     |
|  |                             |
|  | †Pachyrhachis problematicus |
|  |                             |

|  | †Haasiophis terrasanctus                                                                |
|  |                                                                                         |
|  | \| \| †Euopodophis descouensi \| \| \| \| \| \| †Pachyrhachis problematicus \| \| \| \| |
|  |                                                                                         |
|  | †Euopodophis descouensi                                                                 |
|  |                                                                                         |
|  | †Pachyrhachis problematicus                                                             |
|  |                                                                                         |

|  | †Euopodophis descouensi     |
|  |                             |
|  | †Pachyrhachis problematicus |
|  |                             |

|  | †Haasiophis terrasanctus                                                                |
|  |                                                                                         |
|  | \| \| †Euopodophis descouensi \| \| \| \| \| \| †Pachyrhachis problematicus \| \| \| \| |
|  |                                                                                         |
|  | †Euopodophis descouensi                                                                 |
|  |                                                                                         |
|  | †Pachyrhachis problematicus                                                             |
|  |                                                                                         |

|  | †Euopodophis descouensi     |
|  |                             |
|  | †Pachyrhachis problematicus |
|  |                             |

|  | †Haasiophis terrasanctus                                                                |
|  |                                                                                         |
|  | \| \| †Euopodophis descouensi \| \| \| \| \| \| †Pachyrhachis problematicus \| \| \| \| |
|  |                                                                                         |
|  | †Euopodophis descouensi                                                                 |
|  |                                                                                         |
|  | †Pachyrhachis problematicus                                                             |
|  |                                                                                         |

|  | †Euopodophis descouensi     |
|  |                             |
|  | †Pachyrhachis problematicus |
|  |                             |

|  | †Haasiophis terrasanctus                                                                |
|  |                                                                                         |
|  | \| \| †Euopodophis descouensi \| \| \| \| \| \| †Pachyrhachis problematicus \| \| \| \| |
|  |                                                                                         |
|  | †Euopodophis descouensi                                                                 |
|  |                                                                                         |
|  | †Pachyrhachis problematicus                                                             |
|  |                                                                                         |

|  | †Euopodophis descouensi     |
|  |                             |
|  | †Pachyrhachis problematicus |
|  |                             |

|  | †Haasiophis terrasanctus                                                                |
|  |                                                                                         |
|  | \| \| †Euopodophis descouensi \| \| \| \| \| \| †Pachyrhachis problematicus \| \| \| \| |
|  |                                                                                         |
|  | †Euopodophis descouensi                                                                 |
|  |                                                                                         |
|  | †Pachyrhachis problematicus                                                             |
|  |                                                                                         |

|  | †Euopodophis descouensi     |
|  |                             |
|  | †Pachyrhachis problematicus |
|  |                             |

|  | †Haasiophis terrasanctus                                                                |
|  |                                                                                         |
|  | \| \| †Euopodophis descouensi \| \| \| \| \| \| †Pachyrhachis problematicus \| \| \| \| |
|  |                                                                                         |
|  | †Euopodophis descouensi                                                                 |
|  |                                                                                         |
|  | †Pachyrhachis problematicus                                                             |
|  |                                                                                         |

|  | †Euopodophis descouensi     |
|  |                             |
|  | †Pachyrhachis problematicus |
|  |                             |

|  | †Haasiophis terrasanctus                                                                |
|  |                                                                                         |
|  | \| \| †Euopodophis descouensi \| \| \| \| \| \| †Pachyrhachis problematicus \| \| \| \| |
|  |                                                                                         |
|  | †Euopodophis descouensi                                                                 |
|  |                                                                                         |
|  | †Pachyrhachis problematicus                                                             |
|  |                                                                                         |

|  | †Euopodophis descouensi     |
|  |                             |
|  | †Pachyrhachis problematicus |
|  |                             |

|  | †Haasiophis terrasanctus                                                                |
|  |                                                                                         |
|  | \| \| †Euopodophis descouensi \| \| \| \| \| \| †Pachyrhachis problematicus \| \| \| \| |
|  |                                                                                         |
|  | †Euopodophis descouensi                                                                 |
|  |                                                                                         |
|  | †Pachyrhachis problematicus                                                             |
|  |                                                                                         |

|  | †Euopodophis descouensi     |
|  |                             |
|  | †Pachyrhachis problematicus |
|  |                             |

|  | †Haasiophis terrasanctus                                                                |
|  |                                                                                         |
|  | \| \| †Euopodophis descouensi \| \| \| \| \| \| †Pachyrhachis problematicus \| \| \| \| |
|  |                                                                                         |
|  | †Euopodophis descouensi                                                                 |
|  |                                                                                         |
|  | †Pachyrhachis problematicus                                                             |
|  |                                                                                         |

|  | †Euopodophis descouensi     |
|  |                             |
|  | †Pachyrhachis problematicus |
|  |                             |

|  | †Haasiophis terrasanctus                                                                |
|  |                                                                                         |
|  | \| \| †Euopodophis descouensi \| \| \| \| \| \| †Pachyrhachis problematicus \| \| \| \| |
|  |                                                                                         |
|  | †Euopodophis descouensi                                                                 |
|  |                                                                                         |
|  | †Pachyrhachis problematicus                                                             |
|  |                                                                                         |

|  | †Euopodophis descouensi     |
|  |                             |
|  | †Pachyrhachis problematicus |
|  |                             |

|  | †Haasiophis terrasanctus                                                                |
|  |                                                                                         |
|  | \| \| †Euopodophis descouensi \| \| \| \| \| \| †Pachyrhachis problematicus \| \| \| \| |
|  |                                                                                         |
|  | †Euopodophis descouensi                                                                 |
|  |                                                                                         |
|  | †Pachyrhachis problematicus                                                             |
|  |                                                                                         |

|  | †Euopodophis descouensi     |
|  |                             |
|  | †Pachyrhachis problematicus |
|  |                             |

|  | †Haasiophis terrasanctus                                                                |
|  |                                                                                         |
|  | \| \| †Euopodophis descouensi \| \| \| \| \| \| †Pachyrhachis problematicus \| \| \| \| |
|  |                                                                                         |
|  | †Euopodophis descouensi                                                                 |
|  |                                                                                         |
|  | †Pachyrhachis problematicus                                                             |
|  |                                                                                         |

|  | †Euopodophis descouensi     |
|  |                             |
|  | †Pachyrhachis problematicus |
|  |                             |

|  | †Haasiophis terrasanctus                                                                |
|  |                                                                                         |
|  | \| \| †Euopodophis descouensi \| \| \| \| \| \| †Pachyrhachis problematicus \| \| \| \| |
|  |                                                                                         |
|  | †Euopodophis descouensi                                                                 |
|  |                                                                                         |
|  | †Pachyrhachis problematicus                                                             |
|  |                                                                                         |

|  | †Euopodophis descouensi     |
|  |                             |
|  | †Pachyrhachis problematicus |
|  |                             |

|  | †Haasiophis terrasanctus                                                                |
|  |                                                                                         |
|  | \| \| †Euopodophis descouensi \| \| \| \| \| \| †Pachyrhachis problematicus \| \| \| \| |
|  |                                                                                         |
|  | †Euopodophis descouensi                                                                 |
|  |                                                                                         |
|  | †Pachyrhachis problematicus                                                             |
|  |                                                                                         |

|  | †Euopodophis descouensi     |
|  |                             |
|  | †Pachyrhachis problematicus |
|  |                             |

|  | †Haasiophis terrasanctus                                                                |
|  |                                                                                         |
|  | \| \| †Euopodophis descouensi \| \| \| \| \| \| †Pachyrhachis problematicus \| \| \| \| |
|  |                                                                                         |
|  | †Euopodophis descouensi                                                                 |
|  |                                                                                         |
|  | †Pachyrhachis problematicus                                                             |
|  |                                                                                         |

|  | †Euopodophis descouensi     |
|  |                             |
|  | †Pachyrhachis problematicus |
|  |                             |

|  | †Haasiophis terrasanctus                                                                |
|  |                                                                                         |
|  | \| \| †Euopodophis descouensi \| \| \| \| \| \| †Pachyrhachis problematicus \| \| \| \| |
|  |                                                                                         |
|  | †Euopodophis descouensi                                                                 |
|  |                                                                                         |
|  | †Pachyrhachis problematicus                                                             |
|  |                                                                                         |

|  | †Euopodophis descouensi     |
|  |                             |
|  | †Pachyrhachis problematicus |
|  |                             |

|  | †Haasiophis terrasanctus                                                                |
|  |                                                                                         |
|  | \| \| †Euopodophis descouensi \| \| \| \| \| \| †Pachyrhachis problematicus \| \| \| \| |
|  |                                                                                         |
|  | †Euopodophis descouensi                                                                 |
|  |                                                                                         |
|  | †Pachyrhachis problematicus                                                             |
|  |                                                                                         |

|  | †Euopodophis descouensi     |
|  |                             |
|  | †Pachyrhachis problematicus |
|  |                             |

|  | †Haasiophis terrasanctus                                                                |
|  |                                                                                         |
|  | \| \| †Euopodophis descouensi \| \| \| \| \| \| †Pachyrhachis problematicus \| \| \| \| |
|  |                                                                                         |
|  | †Euopodophis descouensi                                                                 |
|  |                                                                                         |
|  | †Pachyrhachis problematicus                                                             |
|  |                                                                                         |

|  | †Euopodophis descouensi     |
|  |                             |
|  | †Pachyrhachis problematicus |
|  |                             |

|  | †Haasiophis terrasanctus                                                                |
|  |                                                                                         |
|  | \| \| †Euopodophis descouensi \| \| \| \| \| \| †Pachyrhachis problematicus \| \| \| \| |
|  |                                                                                         |
|  | †Euopodophis descouensi                                                                 |
|  |                                                                                         |
|  | †Pachyrhachis problematicus                                                             |
|  |                                                                                         |

|  | †Euopodophis descouensi     |
|  |                             |
|  | †Pachyrhachis problematicus |
|  |                             |

|  | †Haasiophis terrasanctus                                                                |
|  |                                                                                         |
|  | \| \| †Euopodophis descouensi \| \| \| \| \| \| †Pachyrhachis problematicus \| \| \| \| |
|  |                                                                                         |
|  | †Euopodophis descouensi                                                                 |
|  |                                                                                         |
|  | †Pachyrhachis problematicus                                                             |
|  |                                                                                         |

|  | †Euopodophis descouensi     |
|  |                             |
|  | †Pachyrhachis problematicus |
|  |                             |

|  | †Haasiophis terrasanctus                                                                |
|  |                                                                                         |
|  | \| \| †Euopodophis descouensi \| \| \| \| \| \| †Pachyrhachis problematicus \| \| \| \| |
|  |                                                                                         |
|  | †Euopodophis descouensi                                                                 |
|  |                                                                                         |
|  | †Pachyrhachis problematicus                                                             |
|  |                                                                                         |

|  | †Euopodophis descouensi     |
|  |                             |
|  | †Pachyrhachis problematicus |
|  |                             |

|  | †Tetrapodophis amplectus |
|  |                          |
|  | †Coniophis precedens     |
|  |                          |

|  | †Haasiophis terrasanctus                                                                |
|  |                                                                                         |
|  | \| \| †Euopodophis descouensi \| \| \| \| \| \| †Pachyrhachis problematicus \| \| \| \| |
|  |                                                                                         |
|  | †Euopodophis descouensi                                                                 |
|  |                                                                                         |
|  | †Pachyrhachis problematicus                                                             |
|  |                                                                                         |

|  | †Euopodophis descouensi     |
|  |                             |
|  | †Pachyrhachis problematicus |
|  |                             |

|  | †Haasiophis terrasanctus                                                                |
|  |                                                                                         |
|  | \| \| †Euopodophis descouensi \| \| \| \| \| \| †Pachyrhachis problematicus \| \| \| \| |
|  |                                                                                         |
|  | †Euopodophis descouensi                                                                 |
|  |                                                                                         |
|  | †Pachyrhachis problematicus                                                             |
|  |                                                                                         |

|  | †Euopodophis descouensi     |
|  |                             |
|  | †Pachyrhachis problematicus |
|  |                             |

|  | †Haasiophis terrasanctus                                                                |
|  |                                                                                         |
|  | \| \| †Euopodophis descouensi \| \| \| \| \| \| †Pachyrhachis problematicus \| \| \| \| |
|  |                                                                                         |
|  | †Euopodophis descouensi                                                                 |
|  |                                                                                         |
|  | †Pachyrhachis problematicus                                                             |
|  |                                                                                         |

|  | †Euopodophis descouensi     |
|  |                             |
|  | †Pachyrhachis problematicus |
|  |                             |

|  | †Haasiophis terrasanctus                                                                |
|  |                                                                                         |
|  | \| \| †Euopodophis descouensi \| \| \| \| \| \| †Pachyrhachis problematicus \| \| \| \| |
|  |                                                                                         |
|  | †Euopodophis descouensi                                                                 |
|  |                                                                                         |
|  | †Pachyrhachis problematicus                                                             |
|  |                                                                                         |

|  | †Euopodophis descouensi     |
|  |                             |
|  | †Pachyrhachis problematicus |
|  |                             |

|  | †Haasiophis terrasanctus                                                                |
|  |                                                                                         |
|  | \| \| †Euopodophis descouensi \| \| \| \| \| \| †Pachyrhachis problematicus \| \| \| \| |
|  |                                                                                         |
|  | †Euopodophis descouensi                                                                 |
|  |                                                                                         |
|  | †Pachyrhachis problematicus                                                             |
|  |                                                                                         |

|  | †Euopodophis descouensi     |
|  |                             |
|  | †Pachyrhachis problematicus |
|  |                             |

|  | †Haasiophis terrasanctus                                                                |
|  |                                                                                         |
|  | \| \| †Euopodophis descouensi \| \| \| \| \| \| †Pachyrhachis problematicus \| \| \| \| |
|  |                                                                                         |
|  | †Euopodophis descouensi                                                                 |
|  |                                                                                         |
|  | †Pachyrhachis problematicus                                                             |
|  |                                                                                         |

|  | †Euopodophis descouensi     |
|  |                             |
|  | †Pachyrhachis problematicus |
|  |                             |

|  | †Haasiophis terrasanctus                                                                |
|  |                                                                                         |
|  | \| \| †Euopodophis descouensi \| \| \| \| \| \| †Pachyrhachis problematicus \| \| \| \| |
|  |                                                                                         |
|  | †Euopodophis descouensi                                                                 |
|  |                                                                                         |
|  | †Pachyrhachis problematicus                                                             |
|  |                                                                                         |

|  | †Euopodophis descouensi     |
|  |                             |
|  | †Pachyrhachis problematicus |
|  |                             |

|  | †Haasiophis terrasanctus                                                                |
|  |                                                                                         |
|  | \| \| †Euopodophis descouensi \| \| \| \| \| \| †Pachyrhachis problematicus \| \| \| \| |
|  |                                                                                         |
|  | †Euopodophis descouensi                                                                 |
|  |                                                                                         |
|  | †Pachyrhachis problematicus                                                             |
|  |                                                                                         |

|  | †Euopodophis descouensi     |
|  |                             |
|  | †Pachyrhachis problematicus |
|  |                             |

|  | †Haasiophis terrasanctus                                                                |
|  |                                                                                         |
|  | \| \| †Euopodophis descouensi \| \| \| \| \| \| †Pachyrhachis problematicus \| \| \| \| |
|  |                                                                                         |
|  | †Euopodophis descouensi                                                                 |
|  |                                                                                         |
|  | †Pachyrhachis problematicus                                                             |
|  |                                                                                         |

|  | †Euopodophis descouensi     |
|  |                             |
|  | †Pachyrhachis problematicus |
|  |                             |

|  | †Haasiophis terrasanctus                                                                |
|  |                                                                                         |
|  | \| \| †Euopodophis descouensi \| \| \| \| \| \| †Pachyrhachis problematicus \| \| \| \| |
|  |                                                                                         |
|  | †Euopodophis descouensi                                                                 |
|  |                                                                                         |
|  | †Pachyrhachis problematicus                                                             |
|  |                                                                                         |

|  | †Euopodophis descouensi     |
|  |                             |
|  | †Pachyrhachis problematicus |
|  |                             |

|  | †Haasiophis terrasanctus                                                                |
|  |                                                                                         |
|  | \| \| †Euopodophis descouensi \| \| \| \| \| \| †Pachyrhachis problematicus \| \| \| \| |
|  |                                                                                         |
|  | †Euopodophis descouensi                                                                 |
|  |                                                                                         |
|  | †Pachyrhachis problematicus                                                             |
|  |                                                                                         |

|  | †Euopodophis descouensi     |
|  |                             |
|  | †Pachyrhachis problematicus |
|  |                             |

|  | †Haasiophis terrasanctus                                                                |
|  |                                                                                         |
|  | \| \| †Euopodophis descouensi \| \| \| \| \| \| †Pachyrhachis problematicus \| \| \| \| |
|  |                                                                                         |
|  | †Euopodophis descouensi                                                                 |
|  |                                                                                         |
|  | †Pachyrhachis problematicus                                                             |
|  |                                                                                         |

|  | †Euopodophis descouensi     |
|  |                             |
|  | †Pachyrhachis problematicus |
|  |                             |

|  | †Haasiophis terrasanctus                                                                |
|  |                                                                                         |
|  | \| \| †Euopodophis descouensi \| \| \| \| \| \| †Pachyrhachis problematicus \| \| \| \| |
|  |                                                                                         |
|  | †Euopodophis descouensi                                                                 |
|  |                                                                                         |
|  | †Pachyrhachis problematicus                                                             |
|  |                                                                                         |

|  | †Euopodophis descouensi     |
|  |                             |
|  | †Pachyrhachis problematicus |
|  |                             |

|  | †Haasiophis terrasanctus                                                                |
|  |                                                                                         |
|  | \| \| †Euopodophis descouensi \| \| \| \| \| \| †Pachyrhachis problematicus \| \| \| \| |
|  |                                                                                         |
|  | †Euopodophis descouensi                                                                 |
|  |                                                                                         |
|  | †Pachyrhachis problematicus                                                             |
|  |                                                                                         |

|  | †Euopodophis descouensi     |
|  |                             |
|  | †Pachyrhachis problematicus |
|  |                             |

|  | †Haasiophis terrasanctus                                                                |
|  |                                                                                         |
|  | \| \| †Euopodophis descouensi \| \| \| \| \| \| †Pachyrhachis problematicus \| \| \| \| |
|  |                                                                                         |
|  | †Euopodophis descouensi                                                                 |
|  |                                                                                         |
|  | †Pachyrhachis problematicus                                                             |
|  |                                                                                         |

|  | †Euopodophis descouensi     |
|  |                             |
|  | †Pachyrhachis problematicus |
|  |                             |

|  | †Haasiophis terrasanctus                                                                |
|  |                                                                                         |
|  | \| \| †Euopodophis descouensi \| \| \| \| \| \| †Pachyrhachis problematicus \| \| \| \| |
|  |                                                                                         |
|  | †Euopodophis descouensi                                                                 |
|  |                                                                                         |
|  | †Pachyrhachis problematicus                                                             |
|  |                                                                                         |

|  | †Euopodophis descouensi     |
|  |                             |
|  | †Pachyrhachis problematicus |
|  |                             |

|  | †Haasiophis terrasanctus                                                                |
|  |                                                                                         |
|  | \| \| †Euopodophis descouensi \| \| \| \| \| \| †Pachyrhachis problematicus \| \| \| \| |
|  |                                                                                         |
|  | †Euopodophis descouensi                                                                 |
|  |                                                                                         |
|  | †Pachyrhachis problematicus                                                             |
|  |                                                                                         |

|  | †Euopodophis descouensi     |
|  |                             |
|  | †Pachyrhachis problematicus |
|  |                             |

|  | †Haasiophis terrasanctus                                                                |
|  |                                                                                         |
|  | \| \| †Euopodophis descouensi \| \| \| \| \| \| †Pachyrhachis problematicus \| \| \| \| |
|  |                                                                                         |
|  | †Euopodophis descouensi                                                                 |
|  |                                                                                         |
|  | †Pachyrhachis problematicus                                                             |
|  |                                                                                         |

|  | †Euopodophis descouensi     |
|  |                             |
|  | †Pachyrhachis problematicus |
|  |                             |

|  | †Haasiophis terrasanctus                                                                |
|  |                                                                                         |
|  | \| \| †Euopodophis descouensi \| \| \| \| \| \| †Pachyrhachis problematicus \| \| \| \| |
|  |                                                                                         |
|  | †Euopodophis descouensi                                                                 |
|  |                                                                                         |
|  | †Pachyrhachis problematicus                                                             |
|  |                                                                                         |

|  | †Euopodophis descouensi     |
|  |                             |
|  | †Pachyrhachis problematicus |
|  |                             |

|  | †Haasiophis terrasanctus                                                                |
|  |                                                                                         |
|  | \| \| †Euopodophis descouensi \| \| \| \| \| \| †Pachyrhachis problematicus \| \| \| \| |
|  |                                                                                         |
|  | †Euopodophis descouensi                                                                 |
|  |                                                                                         |
|  | †Pachyrhachis problematicus                                                             |
|  |                                                                                         |

|  | †Euopodophis descouensi     |
|  |                             |
|  | †Pachyrhachis problematicus |
|  |                             |

|  | †Haasiophis terrasanctus                                                                |
|  |                                                                                         |
|  | \| \| †Euopodophis descouensi \| \| \| \| \| \| †Pachyrhachis problematicus \| \| \| \| |
|  |                                                                                         |
|  | †Euopodophis descouensi                                                                 |
|  |                                                                                         |
|  | †Pachyrhachis problematicus                                                             |
|  |                                                                                         |

|  | †Euopodophis descouensi     |
|  |                             |
|  | †Pachyrhachis problematicus |
|  |                             |

|  | †Haasiophis terrasanctus                                                                |
|  |                                                                                         |
|  | \| \| †Euopodophis descouensi \| \| \| \| \| \| †Pachyrhachis problematicus \| \| \| \| |
|  |                                                                                         |
|  | †Euopodophis descouensi                                                                 |
|  |                                                                                         |
|  | †Pachyrhachis problematicus                                                             |
|  |                                                                                         |

|  | †Euopodophis descouensi     |
|  |                             |
|  | †Pachyrhachis problematicus |
|  |                             |

|  | †Haasiophis terrasanctus                                                                |
|  |                                                                                         |
|  | \| \| †Euopodophis descouensi \| \| \| \| \| \| †Pachyrhachis problematicus \| \| \| \| |
|  |                                                                                         |
|  | †Euopodophis descouensi                                                                 |
|  |                                                                                         |
|  | †Pachyrhachis problematicus                                                             |
|  |                                                                                         |

|  | †Euopodophis descouensi     |
|  |                             |
|  | †Pachyrhachis problematicus |
|  |                             |

|  | †Haasiophis terrasanctus                                                                |
|  |                                                                                         |
|  | \| \| †Euopodophis descouensi \| \| \| \| \| \| †Pachyrhachis problematicus \| \| \| \| |
|  |                                                                                         |
|  | †Euopodophis descouensi                                                                 |
|  |                                                                                         |
|  | †Pachyrhachis problematicus                                                             |
|  |                                                                                         |

|  | †Euopodophis descouensi     |
|  |                             |
|  | †Pachyrhachis problematicus |
|  |                             |

|  | †Haasiophis terrasanctus                                                                |
|  |                                                                                         |
|  | \| \| †Euopodophis descouensi \| \| \| \| \| \| †Pachyrhachis problematicus \| \| \| \| |
|  |                                                                                         |
|  | †Euopodophis descouensi                                                                 |
|  |                                                                                         |
|  | †Pachyrhachis problematicus                                                             |
|  |                                                                                         |

|  | †Euopodophis descouensi     |
|  |                             |
|  | †Pachyrhachis problematicus |
|  |                             |

|  | †Haasiophis terrasanctus                                                                |
|  |                                                                                         |
|  | \| \| †Euopodophis descouensi \| \| \| \| \| \| †Pachyrhachis problematicus \| \| \| \| |
|  |                                                                                         |
|  | †Euopodophis descouensi                                                                 |
|  |                                                                                         |
|  | †Pachyrhachis problematicus                                                             |
|  |                                                                                         |

|  | †Euopodophis descouensi     |
|  |                             |
|  | †Pachyrhachis problematicus |
|  |                             |

|  | †Haasiophis terrasanctus                                                                |
|  |                                                                                         |
|  | \| \| †Euopodophis descouensi \| \| \| \| \| \| †Pachyrhachis problematicus \| \| \| \| |
|  |                                                                                         |
|  | †Euopodophis descouensi                                                                 |
|  |                                                                                         |
|  | †Pachyrhachis problematicus                                                             |
|  |                                                                                         |

|  | †Euopodophis descouensi     |
|  |                             |
|  | †Pachyrhachis problematicus |
|  |                             |

|  | †Haasiophis terrasanctus                                                                |
|  |                                                                                         |
|  | \| \| †Euopodophis descouensi \| \| \| \| \| \| †Pachyrhachis problematicus \| \| \| \| |
|  |                                                                                         |
|  | †Euopodophis descouensi                                                                 |
|  |                                                                                         |
|  | †Pachyrhachis problematicus                                                             |
|  |                                                                                         |

|  | †Euopodophis descouensi     |
|  |                             |
|  | †Pachyrhachis problematicus |
|  |                             |

|  | †Haasiophis terrasanctus                                                                |
|  |                                                                                         |
|  | \| \| †Euopodophis descouensi \| \| \| \| \| \| †Pachyrhachis problematicus \| \| \| \| |
|  |                                                                                         |
|  | †Euopodophis descouensi                                                                 |
|  |                                                                                         |
|  | †Pachyrhachis problematicus                                                             |
|  |                                                                                         |

|  | †Euopodophis descouensi     |
|  |                             |
|  | †Pachyrhachis problematicus |
|  |                             |

|  | †Haasiophis terrasanctus                                                                |
|  |                                                                                         |
|  | \| \| †Euopodophis descouensi \| \| \| \| \| \| †Pachyrhachis problematicus \| \| \| \| |
|  |                                                                                         |
|  | †Euopodophis descouensi                                                                 |
|  |                                                                                         |
|  | †Pachyrhachis problematicus                                                             |
|  |                                                                                         |

|  | †Euopodophis descouensi     |
|  |                             |
|  | †Pachyrhachis problematicus |
|  |                             |

|  | †Haasiophis terrasanctus                                                                |
|  |                                                                                         |
|  | \| \| †Euopodophis descouensi \| \| \| \| \| \| †Pachyrhachis problematicus \| \| \| \| |
|  |                                                                                         |
|  | †Euopodophis descouensi                                                                 |
|  |                                                                                         |
|  | †Pachyrhachis problematicus                                                             |
|  |                                                                                         |

|  | †Euopodophis descouensi     |
|  |                             |
|  | †Pachyrhachis problematicus |
|  |                             |

|  | †Haasiophis terrasanctus                                                                |
|  |                                                                                         |
|  | \| \| †Euopodophis descouensi \| \| \| \| \| \| †Pachyrhachis problematicus \| \| \| \| |
|  |                                                                                         |
|  | †Euopodophis descouensi                                                                 |
|  |                                                                                         |
|  | †Pachyrhachis problematicus                                                             |
|  |                                                                                         |

|  | †Euopodophis descouensi     |
|  |                             |
|  | †Pachyrhachis problematicus |
|  |                             |

|  | †Tetrapodophis amplectus |
|  |                          |
|  | †Coniophis precedens     |
|  |                          |

|  | †Haasiophis terrasanctus                                                                |
|  |                                                                                         |
|  | \| \| †Euopodophis descouensi \| \| \| \| \| \| †Pachyrhachis problematicus \| \| \| \| |
|  |                                                                                         |
|  | †Euopodophis descouensi                                                                 |
|  |                                                                                         |
|  | †Pachyrhachis problematicus                                                             |
|  |                                                                                         |

|  | †Euopodophis descouensi     |
|  |                             |
|  | †Pachyrhachis problematicus |
|  |                             |

|  | †Haasiophis terrasanctus                                                                |
|  |                                                                                         |
|  | \| \| †Euopodophis descouensi \| \| \| \| \| \| †Pachyrhachis problematicus \| \| \| \| |
|  |                                                                                         |
|  | †Euopodophis descouensi                                                                 |
|  |                                                                                         |
|  | †Pachyrhachis problematicus                                                             |
|  |                                                                                         |

|  | †Euopodophis descouensi     |
|  |                             |
|  | †Pachyrhachis problematicus |
|  |                             |

|  | †Haasiophis terrasanctus                                                                |
|  |                                                                                         |
|  | \| \| †Euopodophis descouensi \| \| \| \| \| \| †Pachyrhachis problematicus \| \| \| \| |
|  |                                                                                         |
|  | †Euopodophis descouensi                                                                 |
|  |                                                                                         |
|  | †Pachyrhachis problematicus                                                             |
|  |                                                                                         |

|  | †Euopodophis descouensi     |
|  |                             |
|  | †Pachyrhachis problematicus |
|  |                             |

|  | †Haasiophis terrasanctus                                                                |
|  |                                                                                         |
|  | \| \| †Euopodophis descouensi \| \| \| \| \| \| †Pachyrhachis problematicus \| \| \| \| |
|  |                                                                                         |
|  | †Euopodophis descouensi                                                                 |
|  |                                                                                         |
|  | †Pachyrhachis problematicus                                                             |
|  |                                                                                         |

|  | †Euopodophis descouensi     |
|  |                             |
|  | †Pachyrhachis problematicus |
|  |                             |

|  | †Haasiophis terrasanctus                                                                |
|  |                                                                                         |
|  | \| \| †Euopodophis descouensi \| \| \| \| \| \| †Pachyrhachis problematicus \| \| \| \| |
|  |                                                                                         |
|  | †Euopodophis descouensi                                                                 |
|  |                                                                                         |
|  | †Pachyrhachis problematicus                                                             |
|  |                                                                                         |

|  | †Euopodophis descouensi     |
|  |                             |
|  | †Pachyrhachis problematicus |
|  |                             |

|  | †Haasiophis terrasanctus                                                                |
|  |                                                                                         |
|  | \| \| †Euopodophis descouensi \| \| \| \| \| \| †Pachyrhachis problematicus \| \| \| \| |
|  |                                                                                         |
|  | †Euopodophis descouensi                                                                 |
|  |                                                                                         |
|  | †Pachyrhachis problematicus                                                             |
|  |                                                                                         |

|  | †Euopodophis descouensi     |
|  |                             |
|  | †Pachyrhachis problematicus |
|  |                             |

|  | †Haasiophis terrasanctus                                                                |
|  |                                                                                         |
|  | \| \| †Euopodophis descouensi \| \| \| \| \| \| †Pachyrhachis problematicus \| \| \| \| |
|  |                                                                                         |
|  | †Euopodophis descouensi                                                                 |
|  |                                                                                         |
|  | †Pachyrhachis problematicus                                                             |
|  |                                                                                         |

|  | †Euopodophis descouensi     |
|  |                             |
|  | †Pachyrhachis problematicus |
|  |                             |

|  | †Haasiophis terrasanctus                                                                |
|  |                                                                                         |
|  | \| \| †Euopodophis descouensi \| \| \| \| \| \| †Pachyrhachis problematicus \| \| \| \| |
|  |                                                                                         |
|  | †Euopodophis descouensi                                                                 |
|  |                                                                                         |
|  | †Pachyrhachis problematicus                                                             |
|  |                                                                                         |

|  | †Euopodophis descouensi     |
|  |                             |
|  | †Pachyrhachis problematicus |
|  |                             |

|  | †Haasiophis terrasanctus                                                                |
|  |                                                                                         |
|  | \| \| †Euopodophis descouensi \| \| \| \| \| \| †Pachyrhachis problematicus \| \| \| \| |
|  |                                                                                         |
|  | †Euopodophis descouensi                                                                 |
|  |                                                                                         |
|  | †Pachyrhachis problematicus                                                             |
|  |                                                                                         |

|  | †Euopodophis descouensi     |
|  |                             |
|  | †Pachyrhachis problematicus |
|  |                             |

|  | †Haasiophis terrasanctus                                                                |
|  |                                                                                         |
|  | \| \| †Euopodophis descouensi \| \| \| \| \| \| †Pachyrhachis problematicus \| \| \| \| |
|  |                                                                                         |
|  | †Euopodophis descouensi                                                                 |
|  |                                                                                         |
|  | †Pachyrhachis problematicus                                                             |
|  |                                                                                         |

|  | †Euopodophis descouensi     |
|  |                             |
|  | †Pachyrhachis problematicus |
|  |                             |

|  | †Haasiophis terrasanctus                                                                |
|  |                                                                                         |
|  | \| \| †Euopodophis descouensi \| \| \| \| \| \| †Pachyrhachis problematicus \| \| \| \| |
|  |                                                                                         |
|  | †Euopodophis descouensi                                                                 |
|  |                                                                                         |
|  | †Pachyrhachis problematicus                                                             |
|  |                                                                                         |

|  | †Euopodophis descouensi     |
|  |                             |
|  | †Pachyrhachis problematicus |
|  |                             |

|  | †Haasiophis terrasanctus                                                                |
|  |                                                                                         |
|  | \| \| †Euopodophis descouensi \| \| \| \| \| \| †Pachyrhachis problematicus \| \| \| \| |
|  |                                                                                         |
|  | †Euopodophis descouensi                                                                 |
|  |                                                                                         |
|  | †Pachyrhachis problematicus                                                             |
|  |                                                                                         |

|  | †Euopodophis descouensi     |
|  |                             |
|  | †Pachyrhachis problematicus |
|  |                             |

|  | †Haasiophis terrasanctus                                                                |
|  |                                                                                         |
|  | \| \| †Euopodophis descouensi \| \| \| \| \| \| †Pachyrhachis problematicus \| \| \| \| |
|  |                                                                                         |
|  | †Euopodophis descouensi                                                                 |
|  |                                                                                         |
|  | †Pachyrhachis problematicus                                                             |
|  |                                                                                         |

|  | †Euopodophis descouensi     |
|  |                             |
|  | †Pachyrhachis problematicus |
|  |                             |

|  | †Haasiophis terrasanctus                                                                |
|  |                                                                                         |
|  | \| \| †Euopodophis descouensi \| \| \| \| \| \| †Pachyrhachis problematicus \| \| \| \| |
|  |                                                                                         |
|  | †Euopodophis descouensi                                                                 |
|  |                                                                                         |
|  | †Pachyrhachis problematicus                                                             |
|  |                                                                                         |

|  | †Euopodophis descouensi     |
|  |                             |
|  | †Pachyrhachis problematicus |
|  |                             |

|  | †Haasiophis terrasanctus                                                                |
|  |                                                                                         |
|  | \| \| †Euopodophis descouensi \| \| \| \| \| \| †Pachyrhachis problematicus \| \| \| \| |
|  |                                                                                         |
|  | †Euopodophis descouensi                                                                 |
|  |                                                                                         |
|  | †Pachyrhachis problematicus                                                             |
|  |                                                                                         |

|  | †Euopodophis descouensi     |
|  |                             |
|  | †Pachyrhachis problematicus |
|  |                             |

|  | †Haasiophis terrasanctus                                                                |
|  |                                                                                         |
|  | \| \| †Euopodophis descouensi \| \| \| \| \| \| †Pachyrhachis problematicus \| \| \| \| |
|  |                                                                                         |
|  | †Euopodophis descouensi                                                                 |
|  |                                                                                         |
|  | †Pachyrhachis problematicus                                                             |
|  |                                                                                         |

|  | †Euopodophis descouensi     |
|  |                             |
|  | †Pachyrhachis problematicus |
|  |                             |

|  | †Haasiophis terrasanctus                                                                |
|  |                                                                                         |
|  | \| \| †Euopodophis descouensi \| \| \| \| \| \| †Pachyrhachis problematicus \| \| \| \| |
|  |                                                                                         |
|  | †Euopodophis descouensi                                                                 |
|  |                                                                                         |
|  | †Pachyrhachis problematicus                                                             |
|  |                                                                                         |

|  | †Euopodophis descouensi     |
|  |                             |
|  | †Pachyrhachis problematicus |
|  |                             |

|  | †Haasiophis terrasanctus                                                                |
|  |                                                                                         |
|  | \| \| †Euopodophis descouensi \| \| \| \| \| \| †Pachyrhachis problematicus \| \| \| \| |
|  |                                                                                         |
|  | †Euopodophis descouensi                                                                 |
|  |                                                                                         |
|  | †Pachyrhachis problematicus                                                             |
|  |                                                                                         |

|  | †Euopodophis descouensi     |
|  |                             |
|  | †Pachyrhachis problematicus |
|  |                             |

|  | †Haasiophis terrasanctus                                                                |
|  |                                                                                         |
|  | \| \| †Euopodophis descouensi \| \| \| \| \| \| †Pachyrhachis problematicus \| \| \| \| |
|  |                                                                                         |
|  | †Euopodophis descouensi                                                                 |
|  |                                                                                         |
|  | †Pachyrhachis problematicus                                                             |
|  |                                                                                         |

|  | †Euopodophis descouensi     |
|  |                             |
|  | †Pachyrhachis problematicus |
|  |                             |

|  | †Haasiophis terrasanctus                                                                |
|  |                                                                                         |
|  | \| \| †Euopodophis descouensi \| \| \| \| \| \| †Pachyrhachis problematicus \| \| \| \| |
|  |                                                                                         |
|  | †Euopodophis descouensi                                                                 |
|  |                                                                                         |
|  | †Pachyrhachis problematicus                                                             |
|  |                                                                                         |

|  | †Euopodophis descouensi     |
|  |                             |
|  | †Pachyrhachis problematicus |
|  |                             |

|  | †Haasiophis terrasanctus                                                                |
|  |                                                                                         |
|  | \| \| †Euopodophis descouensi \| \| \| \| \| \| †Pachyrhachis problematicus \| \| \| \| |
|  |                                                                                         |
|  | †Euopodophis descouensi                                                                 |
|  |                                                                                         |
|  | †Pachyrhachis problematicus                                                             |
|  |                                                                                         |

|  | †Euopodophis descouensi     |
|  |                             |
|  | †Pachyrhachis problematicus |
|  |                             |

|  | †Haasiophis terrasanctus                                                                |
|  |                                                                                         |
|  | \| \| †Euopodophis descouensi \| \| \| \| \| \| †Pachyrhachis problematicus \| \| \| \| |
|  |                                                                                         |
|  | †Euopodophis descouensi                                                                 |
|  |                                                                                         |
|  | †Pachyrhachis problematicus                                                             |
|  |                                                                                         |

|  | †Euopodophis descouensi     |
|  |                             |
|  | †Pachyrhachis problematicus |
|  |                             |

|  | †Haasiophis terrasanctus                                                                |
|  |                                                                                         |
|  | \| \| †Euopodophis descouensi \| \| \| \| \| \| †Pachyrhachis problematicus \| \| \| \| |
|  |                                                                                         |
|  | †Euopodophis descouensi                                                                 |
|  |                                                                                         |
|  | †Pachyrhachis problematicus                                                             |
|  |                                                                                         |

|  | †Euopodophis descouensi     |
|  |                             |
|  | †Pachyrhachis problematicus |
|  |                             |

|  | †Haasiophis terrasanctus                                                                |
|  |                                                                                         |
|  | \| \| †Euopodophis descouensi \| \| \| \| \| \| †Pachyrhachis problematicus \| \| \| \| |
|  |                                                                                         |
|  | †Euopodophis descouensi                                                                 |
|  |                                                                                         |
|  | †Pachyrhachis problematicus                                                             |
|  |                                                                                         |

|  | †Euopodophis descouensi     |
|  |                             |
|  | †Pachyrhachis problematicus |
|  |                             |

|  | †Haasiophis terrasanctus                                                                |
|  |                                                                                         |
|  | \| \| †Euopodophis descouensi \| \| \| \| \| \| †Pachyrhachis problematicus \| \| \| \| |
|  |                                                                                         |
|  | †Euopodophis descouensi                                                                 |
|  |                                                                                         |
|  | †Pachyrhachis problematicus                                                             |
|  |                                                                                         |

|  | †Euopodophis descouensi     |
|  |                             |
|  | †Pachyrhachis problematicus |
|  |                             |

|  | †Haasiophis terrasanctus                                                                |
|  |                                                                                         |
|  | \| \| †Euopodophis descouensi \| \| \| \| \| \| †Pachyrhachis problematicus \| \| \| \| |
|  |                                                                                         |
|  | †Euopodophis descouensi                                                                 |
|  |                                                                                         |
|  | †Pachyrhachis problematicus                                                             |
|  |                                                                                         |

|  | †Euopodophis descouensi     |
|  |                             |
|  | †Pachyrhachis problematicus |
|  |                             |

|  | †Haasiophis terrasanctus                                                                |
|  |                                                                                         |
|  | \| \| †Euopodophis descouensi \| \| \| \| \| \| †Pachyrhachis problematicus \| \| \| \| |
|  |                                                                                         |
|  | †Euopodophis descouensi                                                                 |
|  |                                                                                         |
|  | †Pachyrhachis problematicus                                                             |
|  |                                                                                         |

|  | †Euopodophis descouensi     |
|  |                             |
|  | †Pachyrhachis problematicus |
|  |                             |

|  | †Haasiophis terrasanctus                                                                |
|  |                                                                                         |
|  | \| \| †Euopodophis descouensi \| \| \| \| \| \| †Pachyrhachis problematicus \| \| \| \| |
|  |                                                                                         |
|  | †Euopodophis descouensi                                                                 |
|  |                                                                                         |
|  | †Pachyrhachis problematicus                                                             |
|  |                                                                                         |

|  | †Euopodophis descouensi     |
|  |                             |
|  | †Pachyrhachis problematicus |
|  |                             |

|  | †Haasiophis terrasanctus                                                                |
|  |                                                                                         |
|  | \| \| †Euopodophis descouensi \| \| \| \| \| \| †Pachyrhachis problematicus \| \| \| \| |
|  |                                                                                         |
|  | †Euopodophis descouensi                                                                 |
|  |                                                                                         |
|  | †Pachyrhachis problematicus                                                             |
|  |                                                                                         |

|  | †Euopodophis descouensi     |
|  |                             |
|  | †Pachyrhachis problematicus |
|  |                             |

|  | †Haasiophis terrasanctus                                                                |
|  |                                                                                         |
|  | \| \| †Euopodophis descouensi \| \| \| \| \| \| †Pachyrhachis problematicus \| \| \| \| |
|  |                                                                                         |
|  | †Euopodophis descouensi                                                                 |
|  |                                                                                         |
|  | †Pachyrhachis problematicus                                                             |
|  |                                                                                         |

|  | †Euopodophis descouensi     |
|  |                             |
|  | †Pachyrhachis problematicus |
|  |                             |

|  | †Haasiophis terrasanctus                                                                |
|  |                                                                                         |
|  | \| \| †Euopodophis descouensi \| \| \| \| \| \| †Pachyrhachis problematicus \| \| \| \| |
|  |                                                                                         |
|  | †Euopodophis descouensi                                                                 |
|  |                                                                                         |
|  | †Pachyrhachis problematicus                                                             |
|  |                                                                                         |

|  | †Euopodophis descouensi     |
|  |                             |
|  | †Pachyrhachis problematicus |
|  |                             |

|  | †Haasiophis terrasanctus                                                                |
|  |                                                                                         |
|  | \| \| †Euopodophis descouensi \| \| \| \| \| \| †Pachyrhachis problematicus \| \| \| \| |
|  |                                                                                         |
|  | †Euopodophis descouensi                                                                 |
|  |                                                                                         |
|  | †Pachyrhachis problematicus                                                             |
|  |                                                                                         |

|  | †Euopodophis descouensi     |
|  |                             |
|  | †Pachyrhachis problematicus |
|  |                             |

La interpretació de Tetrapodophis amplectus com una serp primerenca que vivia sota terra va ser qüestionada per Caldwell et al. (2016), qui van considerar que era més probable que fos un esquamat dolicosàurid, una posició corroborada per anàlisis posteriors el 2018 i el 2021.